# Grande Prêmio da Bélgica de 1983
Resultados do Grande Prêmio da Bélgica de Fórmula 1 realizado em Spa-Francorchamps em 22 de maio de 1983. Sexta etapa do campeonato, foi vencido pelo francês Alain Prost, da Renault, com Patrick Tambay em segundo pela Ferrari e Eddie Cheever em terceiro pela Renault.

## Classificação

### Treinos oficiais
| Pos.    | Nº | Piloto             | Equipe            | Q1       | Q2        | Grid     |
| ------- | -- | ------------------ | ----------------- | -------- | --------- | -------- |
| 1       | 15 | Alain Prost        | Renault           | 2:04.615 | 2:34.212  | —        |
| 2       | 27 | Patrick Tambay     | Ferrari           | 2:04.626 | 2:35.036  | + 0.011  |
| 3       | 22 | Andrea de Cesaris  | Alfa Romeo        | 2:04.840 | 26:06.800 | + 0.225  |
| 4       | 5  | Nelson Piquet      | Brabham-BMW       | 2:05.628 | 3:01.465  | + 1.013  |
| 5       | 28 | René Arnoux        | Ferrari           | 2:05.737 | 2:30.961  | + 1.122  |
| 6       | 6  | Riccardo Patrese   | Brabham-BMW       | 2:06.137 | 3:01.358  | + 1.522  |
| 7       | 9  | Manfred Winkelhock | ATS-BMW           | 2:06.264 | 2:44.663  | + 1.649  |
| 8       | 16 | Eddie Cheever      | Renault           | 2:07.294 | 2:25.700  | + 2.679  |
| 9       | 1  | Keke Rosberg       | Williams-Ford     | 2:07.975 | 2:30.151  | + 3.360  |
| 10      | 29 | Marc Surer         | Arrows-Ford       | 2:08.587 | 2:35.016  | + 3.972  |
| 11      | 2  | Jacques Laffite    | Williams-Ford     | 2:09.153 | 3:20.872  | + 4.538  |
| 12      | 23 | Mauro Baldi        | Alfa Romeo        | 2:09.225 | 18:49.960 | + 4.610  |
| 13      | 11 | Elio de Angelis    | Lotus-Renault     | 2:09.310 | 2:30.478  | + 4.695  |
| 14      | 33 | Roberto Guerrero   | Theodore-Ford     | 2:09.322 | 2:31.077  | + 4.707  |
| 15      | 8  | Niki Lauda         | McLaren-Ford      | 2:09.475 | 3:00.356  | + 4.860  |
| 16      | 36 | Bruno Giacomelli   | Toleman-Hart      | 2:09.706 | 2:35.556  | + 5.091  |
| 17      | 3  | Michele Alboreto   | Tyrrell-Ford      | 2:09.739 | 2:31.533  | + 5.124  |
| 18      | 30 | Thierry Boutsen    | Arrows-Ford       | 2:09.876 | 2:35.832  | + 5.261  |
| 19      | 12 | Nigel Mansell      | Lotus-Ford        | 2:09.924 | s/ tempo  | + 5.309  |
| 20      | 7  | John Watson        | McLaren-Ford      | 2:10.318 | s/ tempo  | + 5.703  |
| 21      | 25 | Jean-Pierre Jarier | Ligier-Ford       | 2:11.354 | 2:49.311  | + 6.739  |
| 22      | 35 | Derek Warwick      | Toleman-Hart      | 2:11.474 | 2:30.477  | + 6.859  |
| 23      | 4  | Danny Sullivan     | Tyrrell-Ford      | 2:11.683 | 2:38.284  | + 7.068  |
| 24      | 31 | Corrado Fabi       | Osella-Ford       | 2:11.734 | 2:41.895  | + 7.119  |
| 25      | 34 | Johnny Cecotto     | Theodore-Ford     | 2:11.860 | 2:43.780  | + 7.245  |
| 26      | 26 | Raul Boesel        | Ligier-Ford       | 2:12.310 | 2:34.659  | + 7.695  |
| 27      | 32 | Piercarlo Ghinzani | Osella-Alfa Romeo | 2:13.738 | s/ tempo  | + 9.123  |
| 28      | 17 | Eliseo Salazar     | RAM-Ford          | 2:18.696 | s/ tempo  | + 14.081 |
| Fontes: |    |                    |                   |          |           |          |

### Corrida
| Pos.    | Nº | Piloto             | Construtor        | Voltas | Tempo/Diferença | Grid | Pontos |
| ------- | -- | ------------------ | ----------------- | ------ | --------------- | ---- | ------ |
| 1       | 15 | Alain Prost        | Renault           | 40     | 1:27:11.502     | 1    | 9      |
| 2       | 27 | Patrick Tambay     | Ferrari           | 40     | + 23.182        | 2    | 6      |
| 3       | 16 | Eddie Cheever      | Renault           | 40     | + 39.869        | 8    | 4      |
| 4       | 5  | Nelson Piquet      | Brabham-BMW       | 40     | + 42.295        | 4    | 3      |
| 5       | 1  | Keke Rosberg       | Williams-Ford     | 40     | + 50.480        | 9    | 2      |
| 6       | 2  | Jacques Laffite    | Williams-Ford     | 40     | + 1:33.107      | 11   | 1      |
| 7       | 35 | Derek Warwick      | Toleman-Hart      | 40     | + 1:58.539      | 22   |        |
| 8       | 36 | Bruno Giacomelli   | Toleman-Hart      | 40     | + 2:38.273      | 16   |        |
| 9       | 11 | Elio de Angelis    | Lotus-Renault     | 39     | + 1 volta       | 13   |        |
| 10      | 34 | Johnny Cecotto     | Theodore-Ford     | 39     | + 1 volta       | 25   |        |
| 11      | 29 | Marc Surer         | Arrows-Ford       | 39     | + 1 volta       | 10   |        |
| 12      | 4  | Danny Sullivan     | Tyrrell-Ford      | 39     | + 1 volta       | 23   |        |
| 13      | 26 | Raul Boesel        | Ligier-Ford       | 39     | + 1 volta       | 26   |        |
| 14      | 3  | Michele Alboreto   | Tyrrell-Ford      | 28     | + 2 voltas      | 17   |        |
| Ret     | 8  | Niki Lauda         | McLaren-Ford      | 33     | Câmbio          | 15   |        |
| Ret     | 12 | Nigel Mansell      | Lotus-Renault     | 30     | Câmbio          | 19   |        |
| Ret     | 22 | Andrea de Cesaris  | Alfa Romeo        | 25     | Injeção         | 3    |        |
| Ret     | 33 | Roberto Guerrero   | Theodore-Ford     | 23     | Motor           | 14   |        |
| Ret     | 28 | René Arnoux        | Ferrari           | 22     | Motor           | 5    |        |
| Ret     | 31 | Corrado Fabi       | Osella-Ford       | 19     | Roda            | 24   |        |
| Ret     | 9  | Manfred Winkelhock | ATS-BMW           | 18     | Spun Off        | 7    |        |
| Ret     | 7  | John Watson        | McLaren-Ford      | 8      | Colisão         | 20   |        |
| Ret     | 25 | Jean-Pierre Jarier | Ligier-Ford       | 8      | Colisão         | 21   |        |
| Ret     | 30 | Thierry Boutsen    | Arrows-Ford       | 4      | Suspensão       | 18   |        |
| Ret     | 23 | Mauro Baldi        | Alfa Romeo        | 3      | Regulador       | 12   |        |
| Ret     | 6  | Riccardo Patrese   | Brabham-BMW       | 0      | Motor           | 6    |        |
| DNQ     | 32 | Piercarlo Ghinzani | Osella-Alfa Romeo |        |                 |      |        |
| DNQ     | 17 | Eliseo Salazar     | RAM-Ford          |        |                 |      |        |
| Fontes: |    |                    |                   |        |                 |      |        |

## Tabela do campeonato após a corrida
| Pos     | Piloto         | Pontos |
| ------- | -------------- | ------ |
| 1       | Alain Prost    | 28     |
| 2       | Nelson Piquet  | 24     |
| 3       | Patrick Tambay | 23     |
| 4       | Keke Rosberg   | 16     |
| 5       | John Watson    | 11     |
| Fontes: |                |        |

| Pos     | Construtor    | Pontos |
| ------- | ------------- | ------ |
| 1       | Renault       | 36     |
| 2       | Ferrari       | 31     |
| 3       | Brabham-BMW   | 24     |
| 4       | Williams-Ford | 24     |
| 5       | McLaren-Ford  | 21     |
| Fontes: |               |        |

- Nota: Somente as primeiras cinco posições estão listadas. Entre 1981 e 1990 cada piloto podia computar onze resultados válidos por temporada não havendo descartes no mundial de construtores.